# Dimitri II de Vladimir
Dimitri II de Vladimir, dit Aux yeux terribles, fut grand-prince de Vladimir de 1322 à 1326.
Il est le fils aîné de Michel III de Vladimir et naît le 15 octobre 1299 à Tver dont il devient le grand-duc en 1317.
Il obtient du Khan Özbeg, qui avait fait tuer son père, l'autorisation de monter sur le trône de Vladimir en 1322. Par malheur, s'étant rendu à la Horde d'or pour rendre hommage au Khan, il y rencontre Iouri III de Moscou auteur des malheurs de son père et le tua. Le Khan ordonna alors de le faire exécuter à son tour. Il fut assassiné le 15 septembre 1326 à Saraï.